# 622 TCN
622 TCN là một năm trong lịch La Mã.